# Heliotropium wigginsii
Heliotropium wigginsii är en strävbladig växtart som beskrevs av Ivan Murray Johnston. Heliotropium wigginsii ingår i Heliotropsläktet som ingår i familjen strävbladiga växter. Inga underarter finns listade i Catalogue of Life.